# دينيس بوبوف (لاعب كرة قدم)
دينيس بوبوف (بالأوكرانية: Попов Денис Юрійович)‏ هو لاعب كرة قدم أوكراني، ولد في 17 فبراير 1999 في ميكولايف في أوكرانيا. لعب مع دينامو كييف.

## وصلات خارجية
- دينيس بوبوف على موقع الاتحاد الأوربي (الإنجليزية)
- دينيس بوبوف على موقع اتحاد أوكرانيا (الإنجليزية)
- دينيس بوبوف على موقع قاعدة بيانات كرة القدم.إي يو (الإنجليزية)
- دينيس بوبوف على موقع Soccerway.com (الإنجليزية)
- دينيس بوبوف على موقع عالم كرة القدم.نت (الإنجليزية)